# Chili (magasin)
 For alternative betydninger, se Chili (flertydig). (Se også artikler, som begynder med Chili) Der er for få eller ingen kildehenvisninger i denne artikel, hvilket er et problem. Du kan hjælpe ved at angive troværdige kilder til de påstande, som fremføres i artiklen.

Chili Magazine, eller bare Chili, var Danmarks største ungdomsmagasin. Magasinet udkom fra 1986 til 2012 og blev udgivet af Chili Group, der var ejet af Aller Media. Magasinets primære målgruppe var drenge og piger i alderen 15-25 år.
Magasinet havde et oplag på 85.000 eksemplarer  og havde i sin storhedstid i perioden 1995-2000 næsten 300.000 læsere pr. udgivelse. Chili Magazines popularitet skyldtes bl.a. at man satsede på gode journalistiske historier målrettet målgruppen. Chefredaktør Per Olkjær Nielsen var flere gange inviteret i landsdækkende medier - bl.a. i forbindelse med artikel om Dyresex, afsløring af ekstremister i Hjemmeværnet, en kontroversiel modeserie og mediemanipulation, hvor grisekastning var et centralt element.  [kilde mangler] Det distribueredes gratis på cirka 500 uddannelsessteder og yderligere cirka 150 andre steder som caféer og kollegier. Chili mediet var en talentfabrik. Flere af magasinets redaktører og free-lance skribenter er i dag fremtrædende journalister forfattere og chefredaktører.

## Historie
Chili udkom første gang i april 1986. Ophavsmændene var brødrene André og Thomas Szigethy, som begge havde gået på Øregård Gymnasium. Under deres uddannelse havde de startet Sammenslutningen af Gymnasiernes Festudvalg, som organiserede rabatter til studerende, samt arrangerede fester og koncerter. For bedre at kunne kommunikere tilbuddene ud til eleverne, lavede de et magasin, som skulle udkomme gratis på gymnasier og handelsskoler. Skribenterne kom primært fra deres bekendtskabskreds, og magasinet var en blanding af musik, film og andet ungdomskultur.
De første udgaver udkom kun på Sjælland, men efter få måneder blev bladet landsdækkende.
Aller Media meddelte den 30. januar 2012 at Chili Magazine lukker, samtidig med at Chili Group omdannes til Aller Client Publishing. Aller Medias kommercielle direktør udtalte Jesper Ulsø; "Vi må erkende, at interessen blandt annoncørerne for Chili magasinets koncept ikke længere er tilstrækkelig stor til at sikre den fremtidige drift".